# Dekanat bobrujsko-hłuski
Dekanat bobrujsko-hłuski – jeden z pięciu dekanatów wchodzących w skład eparchii bobrujskiej i bychowskiej Egzarchatu Białoruskiego Patriarchatu Moskiewskiego.

## Parafie w dekanacie
- Parafia Kazańskiej Ikony Matki Bożej i św. Eufrozyny Połockiej w Brodzy
  - Cerkiew Kazańskiej Ikony Matki Bożej i św. Eufrozyny Połockiej w Brodzy
- Parafia św. Mikołaja Cudotwórcy w Ciałuszy
  - Cerkiew św. Mikołaja Cudotwórcy w Ciałuszy
- Parafia św. Pantelejmona w Głuszy
  - Cerkiew św. Pantelejmona w Głuszy
- Parafia Objawienia Pańskiego w Hłusku
  - Cerkiew Objawienia Pańskiego w Hłusku
- Parafia Świętych Kosmy i Damiana w Gródku
  - Cerkiew Świętych Kosmy i Damiana w Gródku
- Parafia Narodzenia św. Jana Chrzciciela w Małych Bortnikach
  - Cerkiew Narodzenia św. Jana Chrzciciela w Małych Bortnikach
- Parafia św. Serafina z Sarowa w Osowie
  - Cerkiew św. Serafina z Sarowa w Osowie
- Parafia Świętej Trójcy w Turkach
  - Cerkiew Świętej Trójcy w Turkach
- Parafia św. Mikołaja Cudotwórcy we Wrotyni
  - Cerkiew św. Mikołaja Cudotwórcy we Wrotyni

## Galeria

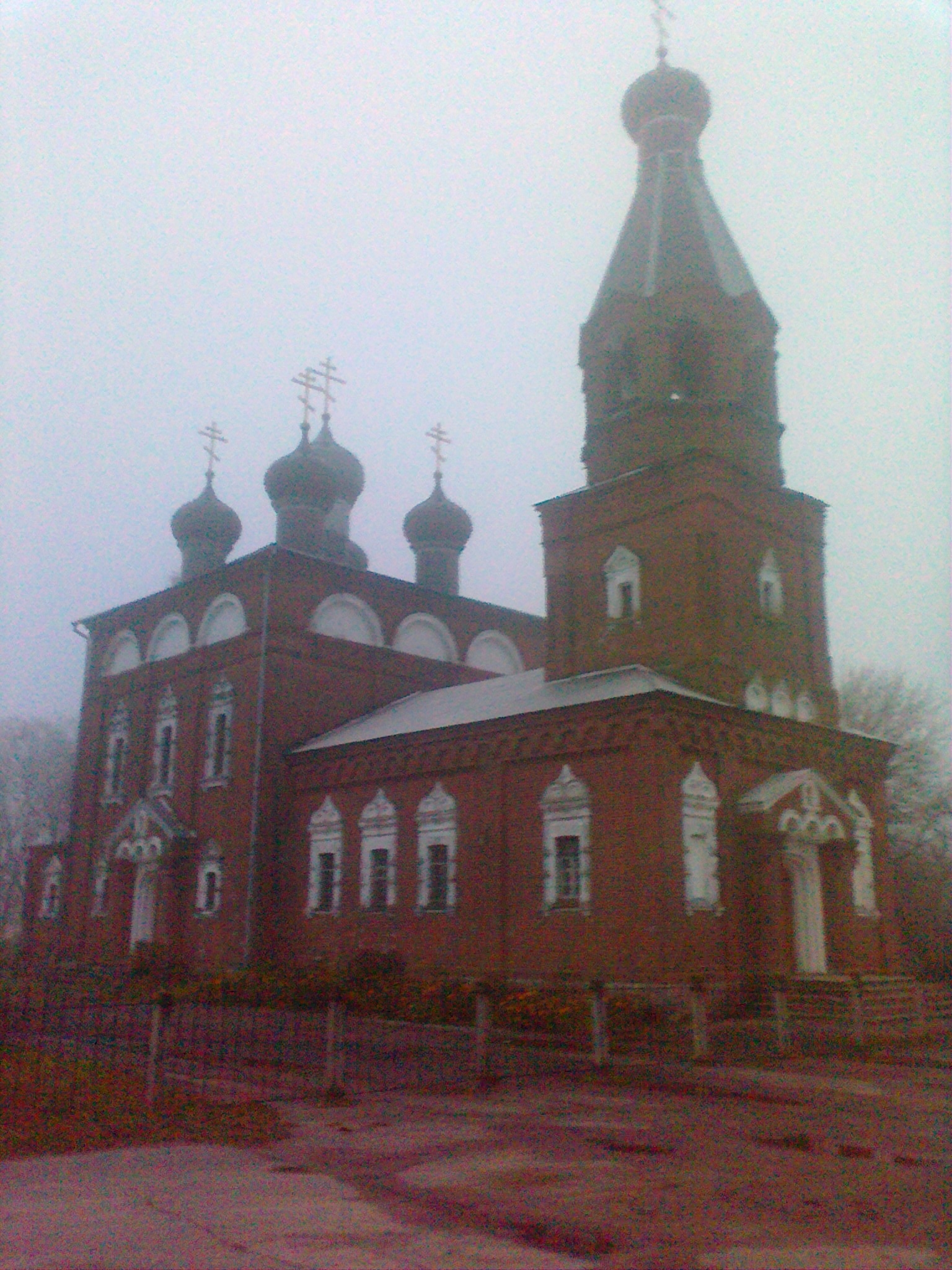
Cerkiew św. Mikołaja Cudotwórcy w Ciałuszy
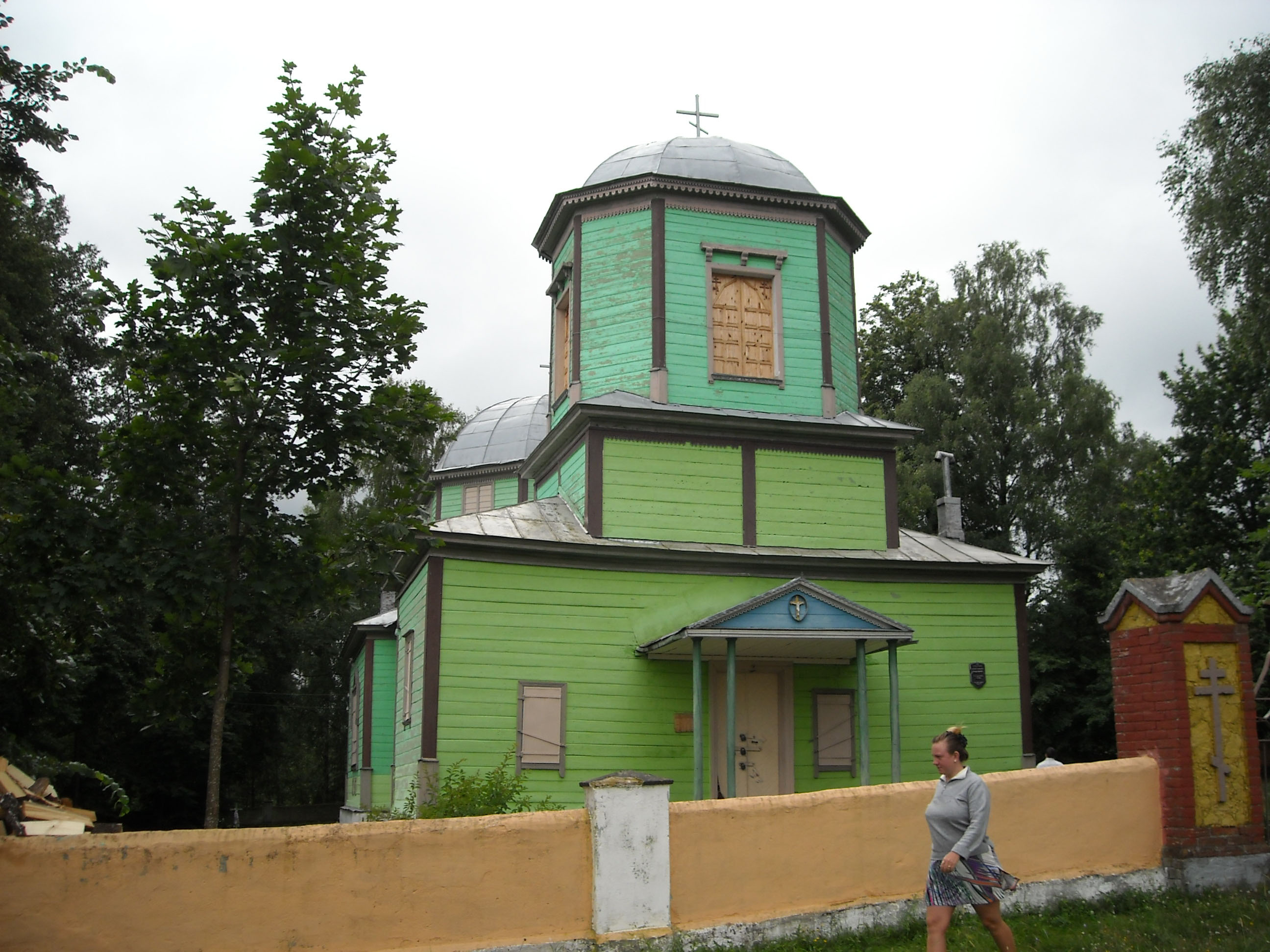
Cerkiew Świętych Kosmy i Damiana w Gródku